# Mingyue (häradshuvudort)
Mingyue (kinesiska: An-t’u-hsien, An-t’u, 明月, Ming-yüeh-kou-chen, Ming-yüeh-kou, Ming-yüeh-chen) är en häradshuvudort i Kina. Den ligger i provinsen Jilin, i den nordöstra delen av landet, omkring 310 kilometer öster om provinshuvudstaden Changchun. Antalet invånare är 58 872.
Runt Mingyue är det ganska tätbefolkat, med 60 invånare per kvadratkilometer. Mingyue är det största samhället i trakten. Omgivningarna runt Mingyue är en mosaik av jordbruksmark och naturlig växtlighet.
Genomsnittlig årsnederbörd är 949 millimeter. Den regnigaste månaden är juli, med i genomsnitt 211 mm nederbörd, och den torraste är januari, med 8 mm nederbörd.